# Koson Ohara
 (août 2025).
Si vous disposez d'ouvrages ou d'articles de référence ou si vous connaissez des sites web de qualité traitant du thème abordé ici, merci de compléter l'article en donnant les références utiles à sa vérifiabilité et en les liant à la section « Notes et références ».
Koson Ohara (小原 古邨, Ohara Koson) est un artiste japonais né en 1877 et mort en 1945, aussi connu sous les noms de Shoson Ohara et Hoson Ohara. Il était peintre de Kachō-ga (illustrations d'oiseaux et de fleurs) et spécialiste de scènes de nature.

## Biographie
Il est né en 1877 à Kanazawa, dans la préfecture d'Ishikawa sous le nom Matao Ohara. Il étudia la peinture et le dessin avec Koson Suzuki dont il adopta le nom ensuite.
Il commença par des illustrations de la guerre russo-japonaise en 1904-1905. C'était l'époque où l'art des estampes Ukiyo-e n'était plus en vogue, remplacées par la photographie. Beaucoup d'artistes de ces années eurent beaucoup de succès avec ces estampes de guerre.
Ohara était alors enseignant à l'École des Beaux-Arts de Tokyo où un collègue américain, Ernest Fenellosa (1853-1908) le persuada de revenir à l'estampe dans le style classique. Ses premières estampes de fleurs et d'oiseaux ont été publiées par Daikokuya (Heikichi Matsuki), Kokkeido (Buemon Akiyama) et Yosaku Nishinomiya.
À partir de 1912, il se consacre à la peinture sous le nom Shoson et ne revint à l'estampe qu'en 1926 avec l'éditeur Shosaburō Watanabe, l'initiateur du mouvement Shin Hanga (ou renouveau pictural). La plupart de ces estampes étaient exportées vers le marché américain.
Les estampes de Koson Ohara sont proches des aquarelles et réalisées avec le plus grand soin, avec un grand souci du détail, notamment sur les plumages. Ces estampes de héron ou d'aigles sont particulièrement réussies.[Interprétation personnelle ?]
Koson Ohara utilisa différent sceaux et signatures au cours de sa carrière et il est très difficile de dater précisément ses œuvres. Les estampes réalisées après le grand tremblement de terre du Kanto en 1923 ont généralement des couleurs plus vives que ses œuvres de jeunesse. Certaines ont été imprimées avec des variations de couleurs différentes.

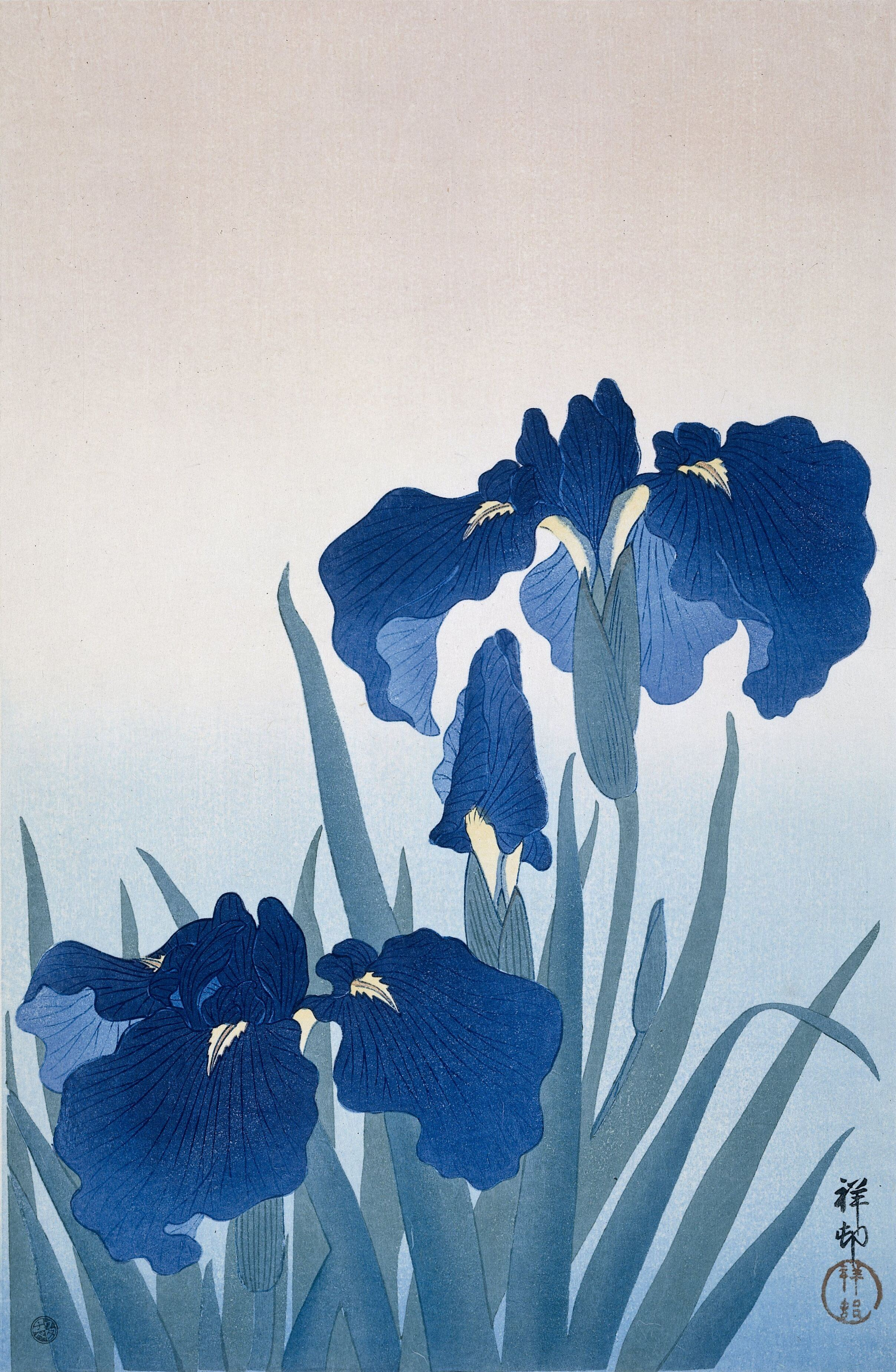
Les fleurs bleues (c. 1925 - 1936, Rijksmuseum Amsterdam).
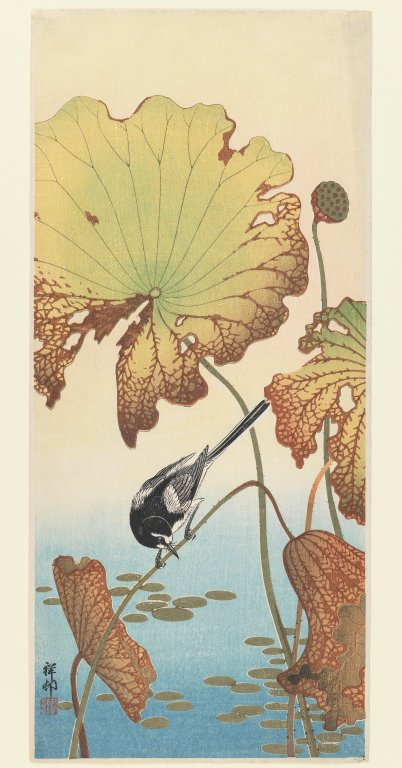
Bergeronnette et Lotus (c. 1912 - 1918, Brooklyn Museum).